# Vince Vaughn
Vince Vaughn, de nom complet Vincent Anthony Vaughn (Minneapolis, Minnesota, 28 de març de 1970) és un actor, productor de cinema i guionista estatunidenc.

## Biografia
Va passar la seva infantesa a Minnesota. El seu pare és venedor i la seva mare agent d'assegurances, però és confiat sovint, amb la seva germana, als seus avis. La seva mare és originària de Hamilton, al Canadà. Té igualment orígens alemanys, anglesos, irlandesos, italians i libanesos.
Després del batxillerat, fa cursos de teatre a Chicago. El 1989, fa un anunci pels cotxes Chevrolet. Decideix llavors marxar a Los Angeles on farà alguns petits papers en sèries com 21 Jump Street, China Beach o en telefilms. Fins al 1996 amb la pel·lícula Swingers no destacarà, cosa que li permet rodar en El món perdut: Jurassic Park , de Steven Spielberg i d'obtenir papers de primer pla com en Psycho, remake de la pel·lícula d'Alfred Hitchcock, Return to paradise, remake de  Force majeure, de Pierre Jolivet, després treballa a les pel·lícules de suspens The Cell i Domestic Disturbance.
Però la seva carrera fa un gir quan roda pel·lícules de comèdia tipus Frat Pack, del qual es farà un dels membres actius, sobretot en papers secundaris com Starsky i Hutch o dels papers principals, fins i tot d'importància com Tornada a la facultat, Dodgeball, Wedding Crashers . També ha aparegut en les comèdies Com a casa, enlloc  i Couples Retreat i torna un temps en el gènere dramàtic amb Into the Wild , de Sean Penn.
Forma part del Frat Pack, reagrupant els actors còmics del Hollywood del moment, com Ben Stiller, Will Ferrell, Jack Black, Steve Carell i els germans Owen i Luke Wilson.
Es va casar el 2 de gener de 2010 amb Kyla Weber, una canadenca, amb qui sortia des de feia alguns mesos. La parella viu a Chicago. El 18 de desembre de 2010, la seva dona dona a llum una filla anomenada Locklyn.

## Filmografia

### Cinema
- 1991: For the Boys, de Mark Rydell: Un soldat dins la multitud
- 1993: Rudy, repte a la glòria, de David Anspaugh: Jamie O'Hara
- 1994: At Risk, d'Elana Krausz: Max
- 1996: Swingers, de Jon Favreau: Trent
- 1996: Just Your Luck (Vídeo), de Gary Auerbach: Barry
- 1997: El món perdut: Jurassic Park, de Steven Spielberg: Nick Van Owen
- 1997: The Locusts, de John Patrick Kelley: Clay
- 1998: A Cool, Dry Place, de John N. Smith: Russell Durrell
- 1998: Retorn al paradís (Return to Paradise): John 'Xèrif' Volgecherev
- 1998: Clay Pigeons, de David Dobkin: Lester Long
- 1998: Psycho, de Gus Van Sant: Norman Bates
- 2000: South of Heaven, West of Hell, de Dwight Yoakam: Taylor Henry
- 2000: The Cell, de Tarsem Singh: Peter Novak
- 2000: Estafadors (The Prime Gig), de Gregory Mosher: Pendelton 'Penny' Wise
- 2001: Made, de Jon Favreau: Ricky
- 2001: Zoolander, de Ben Stiller: Luke Zoolander
- 2001: Falsa identitat (Domestic Disturbance), de Harold Becker: Rick Barnes
- 2002: Dust: An Extraordinary Correspondance, d'Andrew Calder
- 2003: Old School, de Todd Phillips: Bernard 'Beanie' Campbell
- 2003: Blackball, de Mel Smith: Rick Schwartz
- 2003: I Love Your Work, d'Adam Goldberg: Stiev
- 2004: Starsky i Hutch (Starsky & Hutch), de Todd Phillips: Reese Feldman
- 2004: Qüestió de pilotes (Dodgeball: A True Underdog Story), de Rawson Marshall Thurber: Peter
- 2004: El reporter (Anchorman: The Legend of Ron Burgundy), d'Adam McKay: Wes Mantooth
- 2004: Wake Up, Ron Burgundy: The Lost Movie (vídeo), d'Adam McKay: Wes Mantooth
- 2005: Thumbstucker, de Mike Mills: Mr. Geary
- 2005: Be Cool, de F. Gary Gray: Raji
- 2005: Mr. & Mrs. Smith, de Doug Liman: Eddie
- 2005: De boda en boda (Wedding Crashers), de David Dobkin: Jeremy Gray
- 2006: The Break-Up, de Peyton Reed: Gary Grobowski
- 2007: Into the Wild, de Sean Penn: Wayne Westerberg
- 2007: Fred Claus, de David Dobkin: Fred Claus
- 2008: Com a casa, enlloc (Four Christmases), de Seth Gordon: Brad
- 2009: Couples Retreat, de Peter Billingsley: Dave
- 2011: The Dilemma, de Ron Howard: Ronny Valentine
- 2012: The Watch, d'Akiva Schaffer

### Televisió
- 1989: China Beach (sèrie TV): Motor Pool Driver (1 episodi)
- 1989: 21 Jump Street (sèrie TV): Bill Peterson (1 episodi)
- 1990: CBS Schoolbreak Special (sèrie TV): Steve / Steve Guarino / Richard (3 episodis, 1990-1991)
- 1990: ABC Afterschool Specials (sèrie TV): Jason (1 episodi)
- 1992: Doogie Howser, M.D. (sèrie TV): Mark (1 episodi)
- 1998: Mr. Show with Bob and David (sèrie TV): Sheep Dog (1 episodi)
- 1998: Hercules (sèrie TV): Loki (veu) (1 episodi)
- 2000: Sex and the Matrix (Telefilm), de Joel Gallen: White Rabbit
- 2000: Sex and the City (sèrie TV): Keith Travers (1 episodi)
- 2001: On the Road Again (Going to California): Gavin Toe (1 episodi)

## Al voltant de la pel·lícula
Per un accident de cotxe que va tenir quan era jove, li van amputar part del polze dret.